# Canton de Moreuil
Le canton de Moreuil est une circonscription électorale française située dans le département de la Somme et la région Hauts-de-France.

## Géographie
Ce canton est organisé autour de Moreuil dans les arrondissements d'Amiens et Montdidier. Son altitude varie de 32 m à 115 m (Contoire).

## Histoire
- De 1833 à 1848, les cantons d'Ailly et de Moreuil avaient le même conseiller général. Le nombre de conseillers généraux était limité à 30 par département[6].

- Par décret du 26 février 2014, le nombre de cantons du département est divisé par deux, avec mise en application aux élections départementales de mars 2015. Le canton de Moreuil est conservé et s'agrandit. Il passe de 23 à 43 communes[4].

## Représentation

### Conseillers généraux de 1833 à 2015
| Période | Période          | Identité                            | Étiquette              | Qualité |
| ------- | ---------------- | ----------------------------------- | ---------------------- | --- |
| 1833    | 1848             | Édouard Cadeau d'Acy                | Majorité Conservatrice | Propriétaire - Maire de Villers-aux-Érables Président du Conseil Général (1841) - Député (1837-1848)                      |
| 1848    | 1849 (décès)     | Louis-Alexandre Blin de Bourdon     | Union des Droites      | Ancien Préfet Chef d'État-major de la Garde de la Somme Député (1815-1816, 1823-1831 et 1834-1849) Propriétaire à Bourdon |
| 1849    | 1852             | Marie Louis Charles Blin de Bourdon |                        | Propriétaire - Maire du Quesnel                                                                                           |
| 1852    | 1860             | Théophile Bouchon                   |                        | Avocat à la Cour royale de Paris Propriétaire et Maire de Hangard, conseiller d'arrondissement                            |
| 1860    | 1866 (décès)     | Jean-Baptiste Lecointe              |                        | Capitaine de la Garde Nationale d'Amiens Propriétaire et notaire à Mailly-Raineval                                        |
| 1867    | 1870             | Comte Augustin de Riencourt         |                        | Propriétaire à Beaucourt                                                                                                  |
| 1871    | 1876 (démission) | Ernest Hamel                        |                        | Homme de lettres à Paris                                                                                                  |
| 1876    | 1893 (décès)     | Charles Descaure                    | Union des Droites      | Propriétaire - Maire de Fresnoy-en-Chaussée Député (1885-1893)                                                            |
| 1893    | 1901             | Armand Rousseaux                    | Républicain            | Propriétaire - Maire de Pierrepont-sur-Avre, conseiller d'arrondissement                                                  |
| 1901    | 1932 (décès)     | Arthur Quillet                      | Rad.                   | Propriétaire - Maire d'Hangest-en-Santerre, conseiller d'arrondissement                                                   |
| 1932    | 1940             | Marcel Ferbus                       | SFIO puis Soc.ind.     | Industriel en bonneterie Maire de Moreuil                                                                                 |
|         |                  |                                     |                        | |
| 1945    | 1951             | Maurice Leméré                      | PCF                    | Électricien à Moreuil |
| 1951    | 1964             | Charles Damay                       | MRP                    | Agriculteur Adjoint au maire de Moreuil                                                                                   |
| 1964    | 1970             | Urbain Deleens                      | DVD puis app. CD       | Pépiniériste Maire d'Hangest-en-Santerre                                                                                  |
| 1970    | 1982             | Marius Gardès                       | PS                     | Huissier de justice Maire de Moreuil (1965-1988)                                                                          |
| 1982    | 1988             | Francis Soilleux                    | CNI                    | Agriculteur Maire d'Arvillers (1976-2000)                                                                                 |
| 1988    | 1994             | Daniel Fournier                     | PS                     | Professeur Maire de Moreuil (1989-1992)                                                                                   |
| 1994    | 2015             | Pierre Boulanger                    | DVD                    | Médecin Maire de Moreuil depuis 1992 Suppléant du député Alain Gest (2002-2007)                                           |

### Conseillers d'arrondissement (de 1833 à 1940)
Le canton de Moreuil avait deux conseillers d'arrondissement.
| Période                                  | Période           | Identité                                 | Étiquette   | Qualité |
| ---------------------------------------- | ----------------- | ---------------------------------------- | ----------- | --- |
| 1833                                     | 1848              | François Augustin Boullenger (1779-1856) |             | Cultivateur, maire de Mézières-en-Santerre                                                                  |
| 1833                                     | 1843 (décès)      | Pierre Arsène Warnier                    |             | Propriétaire, ancien notaire, maire de Hangard (1817-1830)                                                  |
| 1843                                     | 1852              | Théophile Bouchon                        |             | Avocat, maire de Hangard                                                                                    |
|                                          |                   |                                          |             | |
|                                          | 1885 (annulation) | Émile Hermann                            |             | Propriétaire et filateur à Hangest-en-Santerre                                                              |
|                                          |                   |                                          |             | |
|                                          | 1893 (démission)  | Armand Rousseaux                         | Républicain | Propriétaire - Maire de Pierrepont-sur-Avre                                                                 |
|                                          |                   |                                          |             | |
|                                          | 1901              | Arthur Quillet                           | Radical     | Propriétaire - Maire d'Hangest-en-Santerre                                                                  |
| 1901                                     | 1924 (décès)      | Paul Mortier (1862-1924)                 | Radical     | Propriétaire agriculteur, conseiller municipal de Hangest-en-Santerre                                       |
| 1919                                     | 1928 (décès)      | Léopold Marque                           | Radical     | Sous-chef de gare en retraite, maire de Moreuil (1919-1922)                                                 |
| 1924                                     | 1940              | Arthur Desachy                           | RG          | Négociant en machines et produits pour l'agriculture, conseiller municipal de Hangest-en-Santerre           |
| 1928                                     | 1934              | Gaston Saveuse                           | Radical     | Peintre et cafetier, maire de Morisel                                                                       |
| 1940                                     |                   |                                          |             | Les conseils d'arrondissement ont été suspendus par la loi du 12 octobre 1940 et n'ont jamais été réactivés |
| Les données manquantes sont à compléter. |                   |                                          |             | |

### Représentation depuis 2015
| Période élective | Période élective | Mandat   | Mandat      | Identité                 | Nuance | Nuance | Qualité |
| ---------------- | ---------------- | -------- | ----------- | ------------------------ | ------ | ------ | --- |
| 2015             | 2021             | 2015     | 27 mai 2019 | Pierre Boulanger         |        | DVD    | Médecin - Maire de Moreuil président de la Communauté de communes Avre, Luce et Moreuil Décédé en fonction                                            |
| 2015             | 2021             | 2015     | 2021        | Françoise Maille-Barbare |        | DVD    | Professeure retraitée Maire-adjointe puis maire (2020 → ) de Rosières-en-Santerre 4e vice-présidente, chargée des collèges et de la réussite scolaire |
| 2015             | 2021             | mai 2019 | 2021        | José Sueur               |        | UDI    | Médecin Conseiller régional, ancien maire de Rosières-en-Santerre, ancien conseiller général                                                          |
| 2021             | 2028             | 2021     | en cours    | Bertrand Demouy          |        | UDI    | Responsable d'exploitation du centre aquatique Alméo, adjoint au maire de Moreuil                                                                     |
| 2021             | 2028             | 2021     | en cours    | Françoise Maille-Barbare |        | DVD    | Conseillère sortante |

### Résultats détaillés

#### Élections de mars 2015
Françoise Maille-Barbare est membre du groupe "Centre et Indépendants".
Pierre Boulanger est membre du groupe "Somme Droite et Indépendante".
Le remplaçant de M. Pierre Boulanger, M. José Sueur était déjà maire et conseiller régional à sa prise de fonction. Il a démissionné de son mandat de maire, pour respecter la loi sur le cumul des mandats.

#### Élections de juin 2021
Le premier tour des élections départementales de 2021 est marqué par un très faible taux de participation (33,26 % au niveau national). Dans le canton de Moreuil, ce taux de participation est de 37,58 % (5 951 votants sur 15 835 inscrits) contre 36,82 % au niveau départemental. À l'issue de ce premier tour, deux binômes sont en ballottage : Bertrand Demouy et Françoise Maille-Barbare (Union au centre et à droite, 42,27 %) et Laëtitia Barbier et Thibault Cottel (RN, 30,52 %).
Le second tour des élections est marqué une nouvelle fois par une abstention massive équivalente au premier tour. Les taux de participation sont de 34,36 % au niveau national, 36,7 % dans le département et 35,56 % dans le canton de Moreuil. Bertrand Demouy et Françoise Maille-Barbare (Union au centre et à droite) sont élus avec 63,57 % des suffrages exprimés (3 232 voix pour 5 631 votants et 15 835 inscrits),,. 

### Élections

#### 2015
| Candidats            | Candidats                | Partis      | Partis      | Premier tour | Premier tour | Second tour | Second tour |  |
| Candidats            | Candidats                | Partis      | Partis      | Voix         | %            | Voix        | %           |  |
| -------------------- | ------------------------ | ----------- | ----------- | ------------ | ------------ | ----------- | ----------- |  |
| 1                    | Pierre Boulanger*        |             | DVD         | 3 786        | 43,73        | 4 791       | 56,95       |  |
| 1                    | Françoise Maille-Barbare |             | DVD         | 3 786        | 43,73        | 4 791       | 56,95       |  |
| 2                    | Jérémy Delapierre        |             | SIEL        | 3 405        | 39,33        | 3 622       | 43,05       |  |
| 2                    | Isabelle Fesquet         |             | FN          | 3 405        | 39,33        | 3 622       | 43,05       |  |
| 3                    | David Minard             |             | PS          | 1 466        | 16,93        |             |             |  |
| 3                    | Patricia Triplet         |             | PS          | 1 466        | 16,93        |             |             |  |
|                      |                          |             |             |              |              |             |             |  |
| Inscrits             | Inscrits                 | Inscrits    | Inscrits    | 16 337       | 100,00       | 16 335      | 100,00      |  |
| Abstentions          | Abstentions              | Abstentions | Abstentions | 7 216        | 44,17        | 7 168       | 43,88       |  |
| Votants              | Votants                  | Votants     | Votants     | 9 121        | 55,83        | 9 167       | 56,12       |  |
| Blancs               | Blancs                   | Blancs      | Blancs      | 319          | 3,50         | 523         | 5,71        |  |
| Nuls                 | Nuls                     | Nuls        | Nuls        | 145          | 1,59         | 231         | 2,52        |  |
| Exprimés             | Exprimés                 | Exprimés    | Exprimés    | 8 657        | 94,91        | 8 413       | 91,77       |  |
| * conseiller sortant |                          |             |             |              |              |             |             |  |

## Composition

### Composition avant 2015

Situation du canton de Moreuil dans le département de la Somme avant 2015.

Le canton de Moreuil regroupait 23 communes.
| Nom                       | Code Insee | Codepostal | Superficie (km2) | Population (dernière pop. légale) | Densité (hab./km2) |
| ------------------------- | ---------- | ---------- | ---------------- | --------------------------------- | ------------------ |
| Moreuil (chef-lieu)       | 80570      | 80110      | 23,43            | 4 037 (2012)                      | 172                |
| Arvillers                 | 80031      | 80910      | 12,68            | 772 (2012)                        | 61                 |
| Aubercourt                | 80035      | 80110      | 3,80             | 85 (2012)                         | 22                 |
| Beaucourt-en-Santerre     | 80064      | 80110      | 5,95             | 182 (2012)                        | 31                 |
| Berteaucourt-lès-Thennes  | 80094      | 80110      | 2,62             | 445 (2012)                        | 170                |
| Braches                   | 80132      | 80110      | 7,21             | 218 (2012)                        | 30                 |
| Cayeux-en-Santerre        | 80181      | 80800      | 5,44             | 122 (2012)                        | 22                 |
| Contoire                  | 80209      | 80500      | 7,14             | 441 (2012)                        | 62                 |
| Démuin                    | 80237      | 80110      | 11,23            | 480 (2012)                        | 43                 |
| Domart-sur-la-Luce        | 80242      | 80110      | 8,59             | 433 (2012)                        | 50                 |
| Fresnoy-en-Chaussée       | 80358      | 80110      | 3,80             | 120 (2012)                        | 32                 |
| Hangard                   | 80414      | 80110      | 6,34             | 121 (2012)                        | 19                 |
| Hangest-en-Santerre       | 80415      | 80134      | 15,08            | 1 027 (2012)                      | 68                 |
| Ignaucourt                | 80449      | 80800      | 4,19             | 91 (2012)                         | 22                 |
| Mézières-en-Santerre      | 80545      | 80110      | 10,71            | 536 (2012)                        | 50                 |
| Morisel                   | 80571      | 80110      | 6,43             | 510 (2012)                        | 79                 |
| La Neuville-Sire-Bernard  | 80595      | 80110      | 4,18             | 276 (2012)                        | 66                 |
| Pierrepont-sur-Avre       | 80625      | 80500      | 4,30             | 606 (2012)                        | 141                |
| Le Plessier-Rozainvillers | 80628      | 80110      | 10,17            | 706 (2012)                        | 69                 |
| Le Quesnel                | 80652      | 80118      | 11,38            | 769 (2012)                        | 68                 |
| Thennes                   | 80751      | 80110      | 8,00             | 469 (2012)                        | 59                 |
| Villers-aux-Érables       | 80797      | 80110      | 4,34             | 136 (2012)                        | 31                 |
| Wiencourt-l'Équipée       | 80824      | 80170      | 5,86             | 257 (2012)                        | 44                 |

### Composition à partir de 2015
Lors du redécoupage de 2014, le canton de Moreuil comprenait quarante-trois communes entières.
À la suite de la création de la commune nouvelle de Trois-Rivières au 1er janvier 2019, ainsi qu'au décret du 5 mars 2020 la rattachant entièrement au canton de Roye, le canton comprend désormais quarante-et-une communes entières.
| Nom                             | Code Insee | Intercommunalité     | Superficie (km2) | Population (dernière pop. légale) | Densité (hab./km2) | Modifier                                    |
| ------------------------------- | ---------- | -------------------- | ---------------- | --------------------------------- | ------------------ | ------------------------------------------- |
| Moreuil (bureau centralisateur) | 80570      | CC Avre Luce Noye    | 23,43            | 3 968 (2022)                      | 169                | modifier les données · modifier les données |
| Arvillers                       | 80031      | CC Avre Luce Noye    | 12,68            | 764 (2022)                        | 60                 | modifier les données · modifier les données |
| Aubercourt                      | 80035      | CC Avre Luce Noye    | 3,80             | 72 (2022)                         | 19                 | modifier les données · modifier les données |
| Bayonvillers                    | 80058      | CC Terre de Picardie | 8,10             | 337 (2022)                        | 42                 | modifier les données · modifier les données |
| Beaucourt-en-Santerre           | 80064      | CC Avre Luce Noye    | 5,95             | 164 (2022)                        | 28                 | modifier les données · modifier les données |
| Beaufort-en-Santerre            | 80067      | CC Terre de Picardie | 4,59             | 189 (2022)                        | 41                 | modifier les données · modifier les données |
| Berteaucourt-lès-Thennes        | 80094      | CC Avre Luce Noye    | 2,62             | 497 (2022)                        | 190                | modifier les données · modifier les données |
| Bouchoir                        | 80116      | CC Terre de Picardie | 5,88             | 266 (2022)                        | 45                 | modifier les données · modifier les données |
| Braches                         | 80132      | CC Avre Luce Noye    | 7,21             | 205 (2022)                        | 28                 | modifier les données · modifier les données |
| Caix                            | 80162      | CC Terre de Picardie | 11,95            | 699 (2022)                        | 58                 | modifier les données · modifier les données |
| Cayeux-en-Santerre              | 80181      | CC Avre Luce Noye    | 5,44             | 123 (2022)                        | 23                 | modifier les données · modifier les données |
| La Chavatte                     | 80189      | CC Terre de Picardie | 1,89             | 64 (2022)                         | 34                 | modifier les données · modifier les données |
| Chilly                          | 80191      | CC Terre de Picardie | 4,85             | 163 (2022)                        | 34                 | modifier les données · modifier les données |
| Démuin                          | 80237      | CC Avre Luce Noye    | 11,23            | 538 (2022)                        | 48                 | modifier les données · modifier les données |
| Domart-sur-la-Luce              | 80242      | CC Avre Luce Noye    | 8,59             | 404 (2022)                        | 47                 | modifier les données · modifier les données |
| Folies                          | 80320      | CC Terre de Picardie | 5,63             | 154 (2022)                        | 27                 | modifier les données · modifier les données |
| Fouquescourt                    | 80339      | CC Terre de Picardie | 5,45             | 153 (2022)                        | 28                 | modifier les données · modifier les données |
| Fransart                        | 80347      | CC Terre de Picardie | 3,00             | 162 (2022)                        | 54                 | modifier les données · modifier les données |
| Fresnoy-en-Chaussée             | 80358      | CC Avre Luce Noye    | 3,80             | 140 (2022)                        | 37                 | modifier les données · modifier les données |
| Guillaucourt                    | 80400      | CC Terre de Picardie | 6,37             | 391 (2022)                        | 61                 | modifier les données · modifier les données |
| Hailles                         | 80405      | CC Avre Luce Noye    | 5,07             | 405 (2022)                        | 80                 | modifier les données · modifier les données |
| Hallu                           | 80409      | CC Terre de Picardie | 3,85             | 140 (2022)                        | 36                 | modifier les données · modifier les données |
| Hangard                         | 80414      | CC Avre Luce Noye    | 6,34             | 121 (2022)                        | 19                 | modifier les données · modifier les données |
| Hangest-en-Santerre             | 80415      | CC Avre Luce Noye    | 15,08            | 1 024 (2022)                      | 68                 | modifier les données · modifier les données |
| Harbonnières                    | 80417      | CC Terre de Picardie | 15,37            | 1 640 (2022)                      | 107                | modifier les données · modifier les données |
| Ignaucourt                      | 80449      | CC Avre Luce Noye    | 4,19             | 65 (2022)                         | 16                 | modifier les données · modifier les données |
| Maucourt                        | 80520      | CC Terre de Picardie | 3,68             | 202 (2022)                        | 55                 | modifier les données · modifier les données |
| Méharicourt                     | 80524      | CC Terre de Picardie | 7,01             | 551 (2022)                        | 79                 | modifier les données · modifier les données |
| Mézières-en-Santerre            | 80545      | CC Avre Luce Noye    | 10,71            | 527 (2022)                        | 49                 | modifier les données · modifier les données |
| Morisel                         | 80571      | CC Avre Luce Noye    | 6,43             | 475 (2022)                        | 74                 | modifier les données · modifier les données |
| La Neuville-Sire-Bernard        | 80595      | CC Avre Luce Noye    | 4,18             | 279 (2022)                        | 67                 | modifier les données · modifier les données |
| Parvillers-le-Quesnoy           | 80617      | CC Terre de Picardie | 9,50             | 236 (2022)                        | 25                 | modifier les données · modifier les données |
| Le Plessier-Rozainvillers       | 80628      | CC Avre Luce Noye    | 10,17            | 765 (2022)                        | 75                 | modifier les données · modifier les données |
| Le Quesnel                      | 80652      | CC Avre Luce Noye    | 11,38            | 780 (2022)                        | 69                 | modifier les données · modifier les données |
| Rosières-en-Santerre            | 80680      | CC Terre de Picardie | 12,98            | 2 928 (2022)                      | 226                | modifier les données · modifier les données |
| Rouvroy-en-Santerre             | 80682      | CC Terre de Picardie | 7,35             | 209 (2022)                        | 28                 | modifier les données · modifier les données |
| Thennes                         | 80751      | CC Avre Luce Noye    | 8,00             | 562 (2022)                        | 70                 | modifier les données · modifier les données |
| Villers-aux-Érables             | 80797      | CC Avre Luce Noye    | 4,34             | 145 (2022)                        | 33                 | modifier les données · modifier les données |
| Vrély                           | 80814      | CC Terre de Picardie | 5,66             | 457 (2022)                        | 81                 | modifier les données · modifier les données |
| Warvillers                      | 80823      | CC Terre de Picardie | 4,18             | 122 (2022)                        | 29                 | modifier les données · modifier les données |
| Wiencourt-l'Équipée             | 80824      | CC Terre de Picardie | 5,86             | 252 (2022)                        | 43                 | modifier les données · modifier les données |
| Canton de Moreuil               | 8019       |                      | 303,79           | 21 338 (2022)                     | 70                 | modifier les données                        |

## Démographie

### Démographie avant 2015
| 1962   | 1968   | 1975   | 1982   | 1990   | 1999   | 2006   | 2011   | 2012   |
| ------ | ------ | ------ | ------ | ------ | ------ | ------ | ------ | ------ |
| 10 097 | 10 005 | 10 103 | 10 423 | 10 879 | 11 388 | 12 048 | 12 760 | 12 839 |

### Démographie depuis 2015
En 2022, le canton comptait 21 338 habitants, en évolution de −6,68 % par rapport à 2016 (Somme : −1,26 %, France hors Mayotte : +2,11 %).
| 2013   | 2018   | 2022   |
| ------ | ------ | ------ |
| 22 694 | 22 774 | 21 338 |